# أحمد الصمعي
أحمد الصمعي مترجم وأكاديمي تونسي، يعمل أستاذاً للأدب الإيطالي في جامعة منوبة في تونس. ترجم العديد من الأعمال الأدبية من اللغة الإيطالية إلى اللغة العربية من أبرزها أعمال الروائي الإيطالي أومبرتو إكو. ومن أبرز ترجماته ترجمة رواية (اسم الوردة)، ورواية (جزيرة اليوم السابق). حصل على جائزة الشيخ زايد للكتاب في الترجمة عام 2024م.

## التعليم
الدكتوراه في الأدب الإيطالي الحديث والمعاصر من جامعة باريس 3 السوربون الجديدة.

## العمل
- أستاذ الأدب الإيطالي في جامعة منوبة في تونس إلى تقاعده عام 2018م.[7]
- بدأ التعليم في كلية الآداب عام 1980م.[8]

## ترجمات
| الكتاب                             | المؤلف           | سنة النشر | ملاحظات                    |
| ---------------------------------- | ---------------- | --------- | -------------------------- |
| خرافات إيطالية                     | إيطلو كلفينو     | 1988      |                            |
| اسم الوردة                         | أومبرتو إكو      | 1991      | [ 4 ]                      |
| خياط الشارع الطويل                 | جوزيبي بونافيري  | 1998      |                            |
| جزيرة اليوم السابق                 | أومبرتو إكو      | 2000      | [ 9 ]                      |
| مصر في الألفية الأولى ق. م         | سارجيو دونادوني  | 2004      |                            |
| الموسيقى الشعبية والموسيقى الراقية | باولو سكارنيكيا  | 2004      |                            |
| في معنى الشرف                      | كرمال كسار       | 2004      |                            |
| السيميائية وفلسفة اللغة            | أومبرتو إكو      | 2005      |                            |
| أنا لا أخاف                        | نيكولو أمانيتي   | 2008      | [ 10 ]                     |
| أن نقول الشيء نفسه تقريباً          | أومبرتو إكو      | 2012      | [ 11 ]                     |
| مقبرة براغ                         | أومبرتو إكو      | 2014      |                            |
| العدد صفر                          | أومبرتو إكو      | 2017      | [ 12 ]                     |
| لو ان مسافرًا في ليلة الشتاء        | إيتالو كالفينو   | 2018      | بالاشتراك مع حسام إبراهيم. |
| العلم الجديد                       | جيامباتيستا فيكو | 2022      | [ 6 ] [ 13 ]               |
| الشال الاسود                       | لويجي بيرانديلو  | 2023      | بالاشتراك مع فتحي نقة.     |

## الجوائز
حصل على جائزة الشيخ زايد للكتاب (فرع الترجمة) عام 2024م، وذلك عن ترجمته لكتاب «العلم الجديد» لجيامباتيستا فيكو.